# Vicia chinensis
Vicia chinensis är en ärtväxtart som beskrevs av Adrien René Franchet. Vicia chinensis ingår i släktet vickrar, och familjen ärtväxter. Inga underarter finns listade i Catalogue of Life.